# Pathocénose
Le concept de pathocénose a été élaboré par Mirko Grmek, historien des sciences d'origine croate, dans les années 1960 et 1970, en utilisant comme modèle le terme biocénose.

## Description
Ce terme désigne l'état d'équilibre des maladies à un moment donné de l'histoire et dans une société donnée. Ainsi la présence et l'importance d'une maladie dans une population donnée et à une époque donnée dépendent de celles des autres maladies.
L'idée directrice est donc que les maladies sont interdépendantes. Avec ce concept, Grmek voulait faciliter l'approche de l'histoire des maladies et améliorer la compréhension des maladies émergentes.
Il développe notamment cette notion dans son Histoire du Sida où il avance que la découverte de la pénicilline et de l'antibiothérapie ont fait disparaitre progressivement les maladies bactériennes, permettant l'émergence de maladies virales restées jusqu'alors latentes.